# Nấm mối
Nấm mối (danh pháp khoa học: Termitomyces albuminosus) là loài nấm thuộc họ Lyophyllaceae. 
Loài này từng được đặt tên là Collybia albuminosa.
Tên gọi nấm mối vì nấm chỉ xuất hiện ở nơi có nhiều mối sinh sống. Mối ở đây là loại mối đất chứ không phải mối sống trên cây. Mối đất làm ổ to như trái dừa khô, hình dáng từng hốc đất, ổ mối đất màu trắng hoặc hơi ngả vàng. Tuy nhiên thông tin liên quan tới mối chưa được khoa học xác nhận vì chưa có nghiên cứu cụ thể và không có ai đào nấm mối mà đào xuống lòng đất để kiểm tra xem có ổ mối hay không, thông tin này vẫn là nghi vấn. 
Nấm mối xuất hiện vào đầu mùa mưa, khoảng từ tháng 4 đến tháng 6 hàng năm. Thường nấm mối xuất hiện ở nơi đất cao, có địa hình thoát nước tốt, và có nhiều lá khô hoặc cành cây mục có ánh nắng xuyên qua vì mối không thể làm ổ ở nơi đất quá ẩm ướt. Thức ăn của chúng là cành hoặc lá cây khô.
Nấm mối có màu đen nhạt ở phần ô nấm, càng về đỉnh màu càng đậm hơn, thân màu trắng, lúc chưa trưởng thành nấm mối có phần ô rất nhỏ nhô lên mặt đất và phần thân lớn gấp 5 đến 6 lần ô nấm nằm trong đất, khi lớn hơn ô nấm sẽ to ra và phần thân bị teo lại giống như cái ô đặt trưng của đa số loài nấm rừng nhiệt đới. Nấm mối có mùi đặc trưng của nấm, và có mùi giống cây khô, mùi của tổ mối, nấm mối không có độc tố và rất giàu dinh dưỡng nên khi nở thường bị các loài côn trùng vây quanh và bị ăn rất nhanh.